# هایپراکستنشن (ورزش)

اکستنشن پشت با پشتیبانی یک صندلی رومی.

اکستنشن پشت (back extension) یک تمرین ورزشی است که بر روی قسمت‌های تحتانی، میانی و فوقانی کمر و به‌ویژه عضلات راست کننده ستون فقرات کار می‌کند. هر انسان دو ماهیچه راست‌کننده ستون مهره‌ها دارد، یک عدد در هر طرف ستون فقرات که در تمام طول ستون فقرات قرار می‌گیرد. عضلات راست کننده در واقع از سه عضله کوچکتر تشکیل شده‌اند: عضله خاری، عضله درازتر، و عضله تهیگاهی دنده ای.

## نام‌گذاری
نام هایپراکستنشن معمولاً برای تمرینات اکستنشن کمر که با استفاده از نیمکت هایپراکستنشن در سالن بدنسازی انجام می‌شود استفاده می‌شود. با این حال، نام «هایپراکستنشن» نام اشتباهی است، زیرا هایپراکستنشن به معنای حرکتی است که در آن باز شدن مفصل (اکستنشن) فراتر از دامنه حرکت طبیعی آن انجام شود. درعوض، در تمرین اکستنشن کمر تلاش می‌شود ستون فقرات در محدوده طبیعی خود باز شود و نه فراتر از آن؛ یعنی هنگامی که پشت خود را از حالت خمیده (فلکشن) به حالت اکستنشن باز می‌کنید، در محدوده انتهایی، سر و گردن شما در حالت خنثی می‌مانند.
در واقع، اکستنشن پشت خارج از محدوده حرکتی طبیعی برای ورزشکار مضر است. هایپراکستنشن در طول حرکت ورزشی لیفت مرده (ددلیفت) منجر به آسیب دیسک کمر و گرفتگی عضلانی می‌شود.

## تجهیزات مورد استفاده

اکستنشن پشت با زاویه به وسیله یک توپ ورزشی.

اکستنشن پشت را می‌توان با یا بدون تجهیزات خاصی انجام داد.
بدون هیچ وسیله ای
ممکن است روی زمین با دراز کشیدن به حالت خوابیده با دست‌ها بالای سر و بالا بردن دست‌ها، بالاتنه و پاها تا حد امکان انجام شود. در اینجا شما از جاذبه به عنوان مقاومت برای تقویت عضلات بازکننده (اکستنسور) پشت استفاده می‌کنید.

اکستنشن‌های مورب پشت روی زمین.

استفاده از صندلی رومی
صندلی رومی (صندلی ۹۰ درجه) به تثبیت پاها تا مفاصل ران در حین انجام اکستنشن کمر کمک می‌کند. برای انجام تمرین، ابتدا نیم تنه از بالای مفاصل ران به سمت جلو و پایین به سمت زمین خم می‌شود سپس فرد عضلات پشت خود (عضله راست کننده ستون فقرات) را منقبض می‌کند و بالاتنه خود را تا جایی بالا می‌آورد که تمام بدن از سر تا پاشنه در یک خط صاف قرار گیرد. با اضافه کردن وزنه روی سینه‌اش و در آغوش گرفتن آن، حرکات می‌توانند چالش‌برانگیزتر شوند. برای جلوگیری از کشیدگی عضلات پشت در اثر فشار بیش از حد، می‌توان از وزنه‌های سبک‌تر برای شروع استفاده کرد. اگر مبتدی هستید وزنه را در جیگاه پایین‌تری نگه دارید و سپس به تدریج آن را بالاتر ببرید تا مقاومت بیشتری احساس کنید.
استفاده از یک نیمکت اکستنشن پشتی (نیمکت هایپراکستنشن)
دو نوع نیمکت اکستنشن پشت بسته به زاویه ای که پایین‌تنه شما را پشتیبانی می‌کنند وجود دارد: نیمکت اکستنشن پشت ۴۵ درجه و ۹۰ درجه. نیمکت اکستنشن پشت ۹۰ درجه را صندلی رومی نیز می‌نامند (در بالا مورد بحث قرار گرفت) که بدن به صورت افقی قرار می‌گیرد و فرد می‌تواند دامنه حرکتی کامل پشت را تجربه کند. در مقام مقایسه، در نیمکت اکستنشن پشت ۴۵ درجه فرد تقریباً ایستاده است و فقط تا دامنه حرکتی جزئی اجازه اکستنشن می‌دهد. در هر دو نسخه نیمکت اکستنشن پشت، از فرد خواسته می‌شود در حین انجام تمرین، بازوهای خود را جلوی خود جمع کند یا دستان خود را در پشت سر قرار دهد و آرنج‌ها به طرفین باشد.

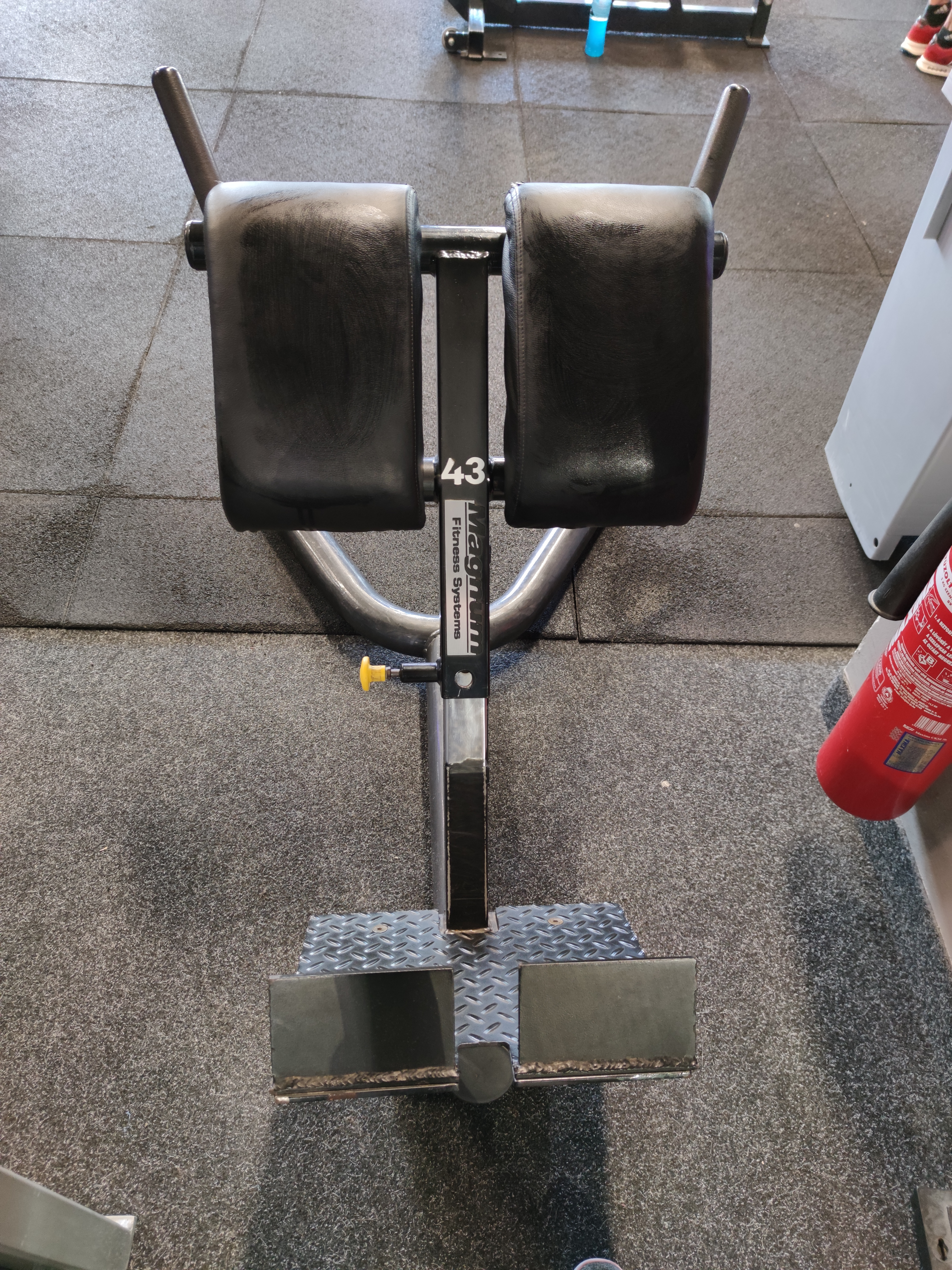
یک نیمکت اکستنشن پشت ۴۵ درجه (به تفاوت حمایت ساق پا در این صندلی با صندلی رومی ۹۰ درجه توجه کنید)
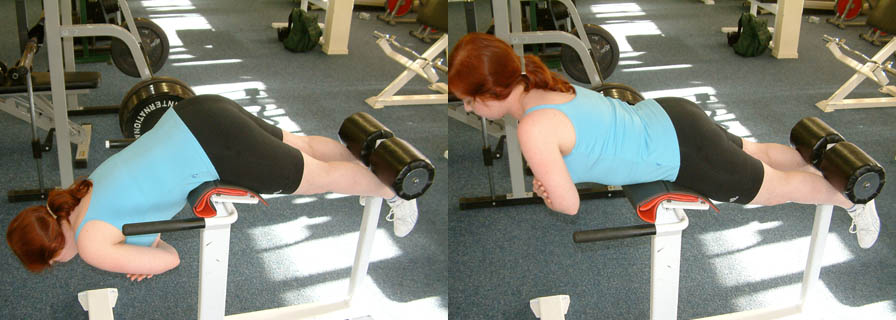
زنی در حال انجام اکستنشن پشت در نیمکتی با زاویه نزدیک به ۹۰ درجه (صندلی رومی).

استفاده از دستگاه اکستنشن پشت معکوس (دستگاه هایپراکستنشن معکوس)
از این دستگاه نه تنها برای تقویت عضله ارکتور اسپاینا، بلکه برای تقویت عضلات سرینی بزرگ و بخشی از عضلات همسترینگ (عضله دو سر رانی) استفاده شده است. هنگامی که اکستنشن پشت با این دستگاه انجام می‌شود، دامنه حرکت در لگن نسبتاً بیشتر است، در حالی که تنش‌های همراه در لگن و کمر نسبتاً کمتر نبوده است.

## درمان کمردرد
مطالعات پزشکی در مورد تمرین اکستنشن کمر غالباً بر دردهای ناحیه تحتانی کمر متمرکز هستند. دردهای کمر معمولاً با خم شدن (فلکشن) یا باز شدن (اکستنشن) ستون فقرات ایجاد می‌شوند و با توجه به ارزیابی اولیه از مکانیسم درد، درمان بر حرکت مکرر در یک جهت متمرکز می‌شود که باعث کاهش تدریجی درد خواهد شد.
به‌طور کلی انتظار می‌رود تمرین اکستنشن پشت در حالت ایستاده (SBEE) باعث بهبود و پیشگیری از کمردرد ناشی از خستگی عضلات کمری شود. همچنین تمرینات اکستنشن پشت باعث کاهش فشار دیسک بین مهره ای روی ریشه اعصاب نخاعی و بهبود تحرک در بیماران مبتلا به رادیکولوپاتی لومبوساکرال می‌شود. اکستنشن کمر در هر دو حالت ایستاده و خوابیده به شکم می‌تواند برای درمان کمر درد مؤثر واقع شود.

### روش مک‌کنزی
به عنوان یک فرضیه که در دهه ۱۹۵۰ توسط فیزیوتراپیست رابین آنتونی مک کنزی (۱۹۳۱–۲۰۱۳) مطرح شد شکل ایستاده این تمرین می‌تواند برای اصلاح جابجایی خلفی هسته پالپوزوس دیسک بین مهره ای مفید باشد. روش مک‌کنزی که به‌عنوان تشخیص و درمان مکانیکی (MDT) نیز شناخته می‌شود، به‌طور گسترده به عنوان یک سیستم طبقه‌بندی برای تشخیص و درمان انواع بیماری‌های اسکلتی عضلانی، از جمله درد کمر، درد گردن و درد اندام‌ها استفاده می‌شود. با گذشت زمان، تمرینات مک کنزی مترادف با تمرینات اکستنشن ستون فقرات شدند، در مقابل تمرینات ویلیامز (به نام دکتر پل سی. ویلیامز) مترادف با تمرینات خم شدن (فلکشن) کمر شدند. روش مکنزی به عنوان یک برنامه مؤثر برای کمردرد مورد پذیرش گسترده‌ای قرار گرفته است. این روش بر خود درمانی از طریق اصلاح وضعیت بدن و حرکات تمرینی مکرر تأکید دارد. پزشک با اطلاعات به‌دست‌آمده از روش ارزیابی مک کینزی برای تجویز تمرین‌های خاص استفاده می‌کند و توصیه می‌کند که کدام وضعیت‌ها را اتخاذ کنند یا از آن اجتناب کند. به عنوان یک برنامه درمانی فردی، بیمار تقریباً ۱۰بار در روز تمرینات خاصی را در خانه انجام می‌دهد (در مقابل ۱ یا ۲ جلسه فیزیوتراپی در هفته). بر اساس روش مک کینزی، در صورت عدم بازیابی عملکرد طبیعی، ترمیم بافت رخ نمی‌دهد و مشکل همچنان ادامه خواهد داشت.